# Викарни епископ сремски
Викарни епископ сремски је некадашња титула коју је носио викарни архијереј у Српској православној цркви. Била је почасна титула помоћном епископу патријарха српског.

## Историја
У периоду од 1690. односно 1695. митрополити карловачки су уједно били „архидијецезани” тадашње Сремске епархије или Сремско-карловачке архидијецезе која је обухватала Осјечко поље и Срем.
Прије уједињења Српске православне цркве (1920) односно обнављања Пећке патријаршије, митрополитска катедра у Сремским Карловцима била је упражњена због смрти карловачког митрополита и српског патријарха Лукијана Богдановића (1913). Сремском архидијецезом су тада администрирали епископи Мирон Николић, Михаило Грујић и Георгије Летић.
Од 1920. до 1928. титуларни епископ Сремске Митровице био је Максимилијан Хајдин, а 1928. изабран је викарни епископ сремски Иринеј Ђорђевић и на том положају остао је до 1930. Сљедеће године, подручје Сремско-карловачке архидијецезе се спаја са Архиепископијом београдском у једну Архиепископију београдско-карловачку којом управља патријарх српски, а који је имао викарног епископа сремског у двору у Сремским Карловцима.
Послије Другог свјетског рата, на првом редовном засједању Светог архијерејског сабора Српске православне цркве (1947) основана је Епархија сремска чиме је дотадашњи викарни епископ сремски постао епархијски архијереј.

## Епископи
Викарни епископи сремски:
- Максимилијан Хајдин (1920—1928), титуларни епископ Сремске Митровице;
- Иринеј Ђорђевић (1928—1931);
- Тихон Радовановић (1931—1934);
- Сава Трлајић (1934—1938);
- Валеријан Прибићевић (1940—1941).